# Turnera oblongifolia
Turnera oblongifolia là một loài thực vật có hoa trong họ Lạc tiên. Loài này được Cambess. miêu tả khoa học đầu tiên.